# Kaarlo Rauhala
Karl (Kaarlo) William Rauhala, född 1878, död 1934, var en finländsk historiker och arkivarie.
Han har skrivit ett omfattande verk om senatens olika skeden.